# Tortum
 Tortum (en géorgien თორთომი, T'ort'omi ; en arménien Թորթում, T'vort'um ; en turc ottoman تورتوم) est une ville et un district de la province d'Erzurum dans la Région de l'Anatolie orientale en Turquie. Il y a quatre groupes ethniques dans le district :
- Turcs
- Hémichis
- Kurdes
- Adyguéens

## Monuments.
Dans la coupole de l'église de Khakhuli (XIe siècle) la Croix se détache sur un ciel étoilé.

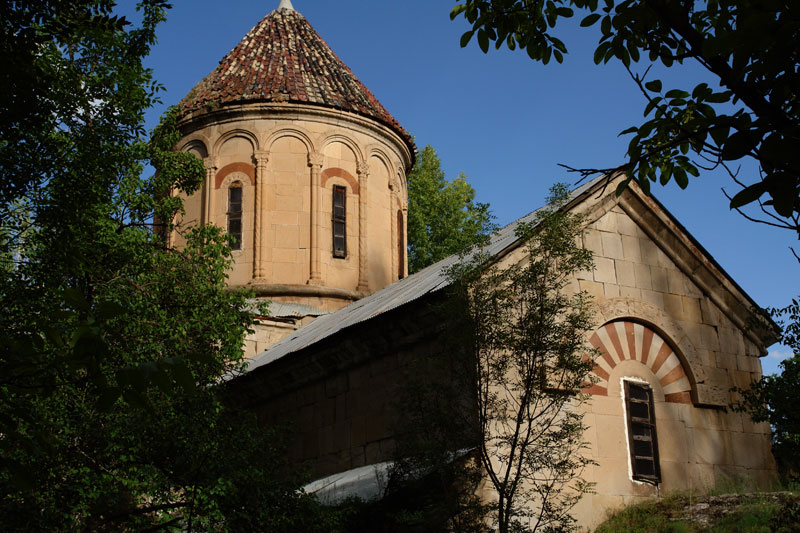
Le monastère de Khakhuli